# Tonight (Big Bang)
Tonight è il sesto EP del gruppo musicale sudcoreano Big Bang, pubblicato il 23 febbraio 2011 dalla YG Entertainment. Si tratta della prima pubblicazione del gruppo dopo due anni di pausa. Il singolo principale estratto dall'EP, Tonight ha raggiunto la vetta dei singoli più venduti in Corea.

## Tracce
1. Intro (Thank You & You) - 1:34
2. Hands Up - 3:54
3. Tonight - 3:39
4. Somebody to Love - 3:30
5. What Is Right - 3:43
6. Cafe - 3:40

## Classifiche
| Classifica (2011) | Posizione massima |
| ----------------- | ----------------- |
| Corea del Sud     | 1                 |